# Kano og kajak under sommer-OL 2016 - K2 500 m (damer)
Damernes K-2 500 meter  under Sommer-OL 2016 fandt sted den 15. august - 16. august 2016 på Lagoa Rodrigo de Freitas ved Copacabana.

## Format
Konkurrencen blev indledt med to indledende heats med op til otte mandskaber i hvert heat. Vinderne af hvert heat gik direkte i finalen. Øvrige mandskaber gik til semifinalerne, hvor de tre bedste gik til finalen mens de resterende fik mulighed for at konkurrere om placeringerne fra 9 - 16 i B finalen. Indledende heats og semifinalerne blev afviklet om formiddagen den 15. august mens de to finalerunder blev afviklet om formiddagen den 16. august.

## Resultater

### Heats

#### Heat 1
| Placering | Kajakroer                           | Land           | Tid      | Noter |
| --------- | ----------------------------------- | -------------- | -------- | ----- |
| 1         | Gabriella Szabó Danuta Kozák        | Ungarn         | 1:41.092 | FA    |
| 2         | Karolina Naja Beata Mikołajczyk     | Polen          | 1:41.766 | SF    |
| 3         | Anastasiia Todorova Inna Hryshchun  | Ukraine        | 1:43.967 | SF    |
| 4         | Nadzeya Liapeshka Maryna Litvinchuk | Hviderusland   | 1:44.835 | SF    |
| 5         | Elena Aniushina Kira Stepanova      | Rusland        | 1:45.906 | SF    |
| 6         | Genevieve Orton KC Fraser           | Canada         | 1:46.148 | SF    |
| 7         | Alyssa Bull Alyce Burnett           | Australien     | 1:46.933 | SF    |
| 8         | Lani Belcher Angela Hannah          | Storbritannien | 1:53.948 | SF    |

#### Heat 2
| Placering | Kanoroer                            | Land       | Tid      | Noter |
| --------- | ----------------------------------- | ---------- | -------- | ----- |
| 1         | Franziska Weber Tina Dietze         | Tyskland   | 1:42.184 | FA    |
| 2         | Wenjun Ren Qing Ma                  | Kina       | 1:44.491 | SF    |
| 3         | Natalya Sergeyeva Irina Podoinikova | Kasakhstan | 1:45.369 | SF    |
| 4         | Amalie Thomsen Ida Villumsen        | Danmark    | 1:46.246 | SF    |
| 5         | Nikolina Moldovan Milica Starovic   | Serbien    | 1:46.410 | SF    |
| 6         | Yvonne Schuring Ana-Roxana Lehaci   | Østrig     | 1:46.429 | SF    |
| 7         | Karin Johansson Sofia Paldanius     | Sverige    | 1:46.456 | SF    |

### Semifinaler

#### Semifinale 1
| Placering | Kanoroer                            | Land         | Tid      | Noter |
| --------- | ----------------------------------- | ------------ | -------- | ----- |
| 1         | Nadzeya Liapeshka Maryna Litvinchuk | Hviderusland | 1:42.285 | FA    |
| 2         | Anastasiia Todorova Inna Hryshchun  | Ukraine      | 1:43.363 | FA    |
| 3         | Alyssa Bull Alyce Burnett           | Australien   | 1:44.290 | FA    |
| 4         | Yvonne Schuring Ana-Roxana Lehaci   | Østrig       | 1:44.462 | FB    |
| 5         | Wenjun Ren Qing Ma                  | Kina         | 1:44.780 | FB    |
| 6         | Nikolina Moldovan Milica Starovic   | Serbien      | 1:46.008 | FB    |

#### Semifinale 2
| Placering | Kanoroer                            | Land           | Tid      | Noter |
| --------- | ----------------------------------- | -------------- | -------- | ----- |
| 1         | Karolina Naja Beata Mikołajczyk     | Polen          | 1:41.684 | FA    |
| 2         | Elena Aniushina Kira Stepanova      | Rusland        | 1:42.439 | FA    |
| 3         | Natalya Sergeyeva Irina Podoinikova | Kasakhstan     | 1:43.577 | FA    |
| 4         | Karin Johansson Sofia Paldanius     | Sverige        | 1:44.090 | FB    |
| 5         | Genevieve Orton KC Fraser           | Canada         | 1:45.351 | FB    |
| 6         | Amalie Thomsen Ida Villumsen        | Danmark        | 1:47.476 | FB    |
| 7         | Lani Belcher Angela Hannah          | Storbritannien | 1:49.285 | FB    |